# Kropkokracja

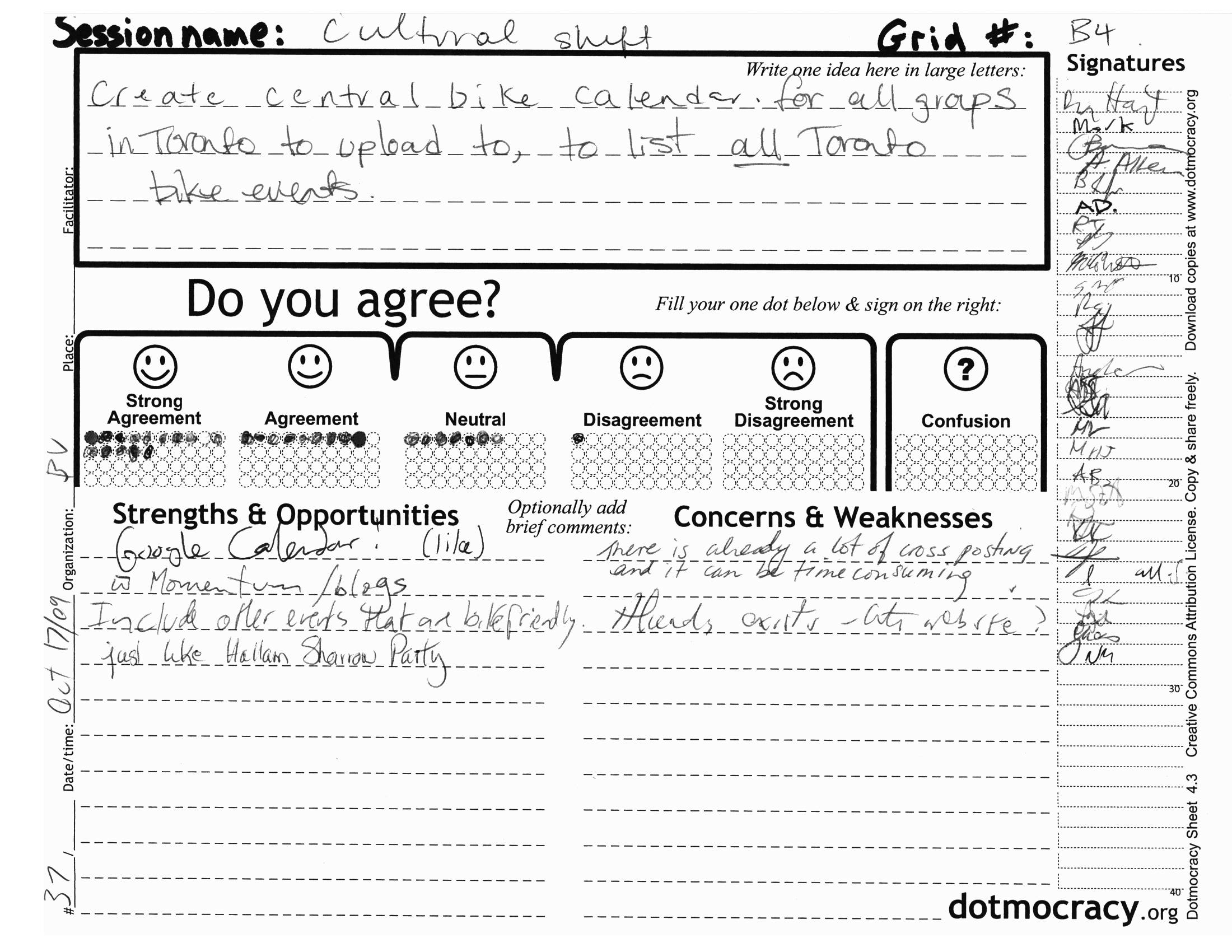
Wypełniony arkusz do kropkokracji

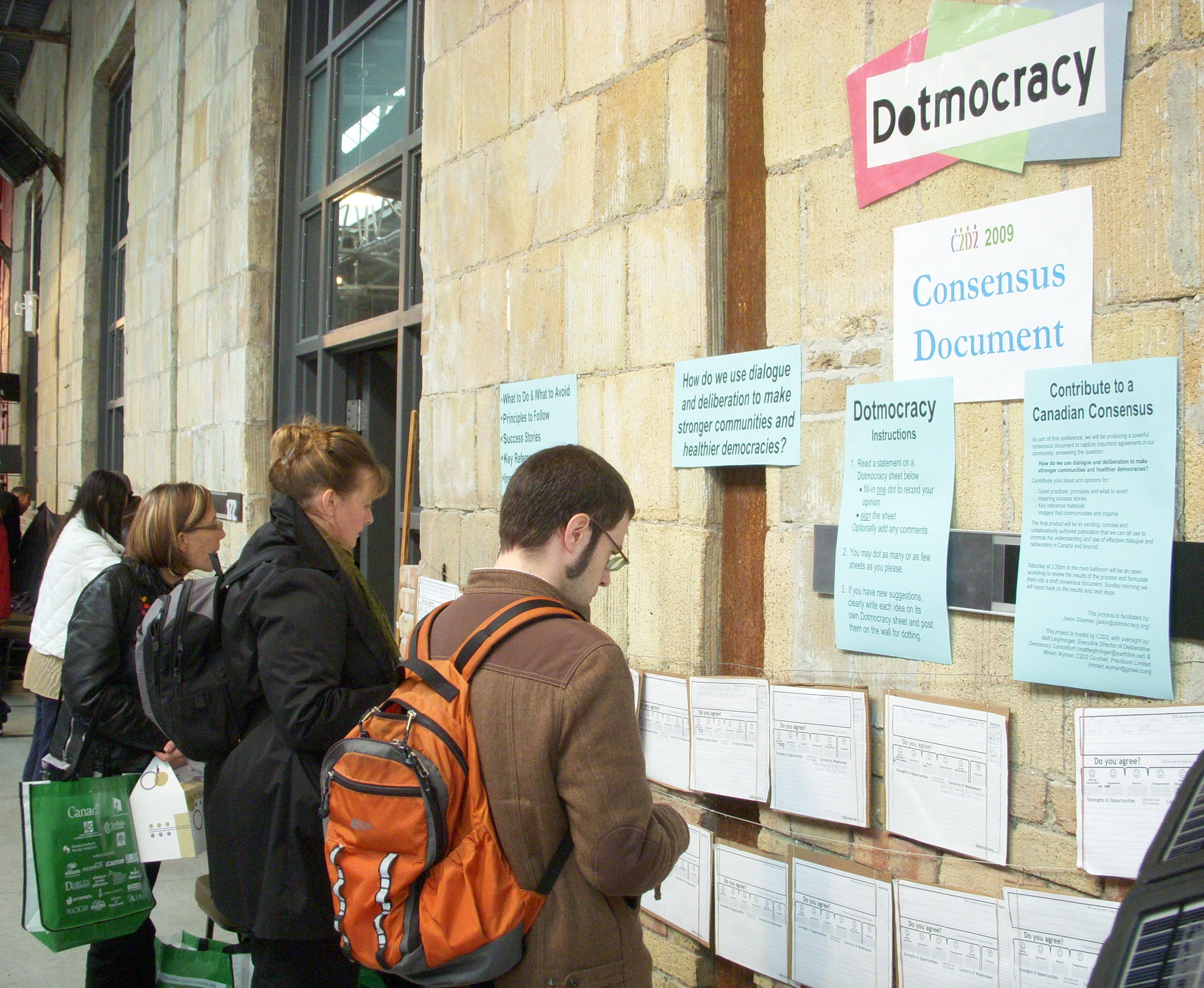
Arkusze do kropkokracji zawieszone na ścianie

Kropkokracja (ang. dotmocracy, gdzie dot „kropka”, -cracy = gr. krateo „rządzę”) – metoda zbierania opinii na temat różnych pomysłów w dużej grupie osób. Uczestnicy spisują swoje pomysły na specjalnych papierowych formularzach, a następnie wstawiają kropki, aby wyrazić opinię o danym pomyśle w następującej skali: „całkowicie się zgadzam”, „zgadzam się”, „nie mam zdania”, „nie zgadzam się”, „całkowicie się nie zgadzam”, „nie rozumiem”. Uczestnicy podpisują się na każdym formularzu, na którym postawili kropkę, opcjonalnie mogą również napisać krótkie komentarze. W efekcie otrzymujemy wizualne przedstawienie zbiorczej opinii danej grupy na wybrany temat.
Mianem „kropkokracji” określa się czasami również głosowanie za pomocą naklejek w kształcie kropki, zwane również głosowaniem kumulatywnym. W przypadku głosowania kumulatywnego głosujący wybierają ulubiony pomysł poprzez przydzielenie ograniczonej liczby naklejek lub zaznaczeń długopisem – najbardziej popularne są naklejki w kształcie kropki.

## Historia
W 2004 roku w ramach demokratyzacji sposobu podejmowania decyzji w spółdzielni Karma Food Co-op w Toronto w Kanadzie jej późniejszy prezes Jason Diceman wprowadził mechanizmy kropkokracji. Członkowie spółdzielni otrzymali możliwość pisemnego przedstawienia swoich pomysłów, które następnie były poddawane ocenie poprzez zastosowanie naklejek w kształcie kropek w następującej skali ocen: „A – Bardzo popieram”, „B – Popieram”, „C – Akceptuję”, „D – Mam wątpliwości”, „F – Nie zgadzam się”, „? – Nie rozumiem”.
Następnie Diceman opublikował poprawioną wersję formularza do kropkokracji łącznie z precyzyjnie określonymi krokami postępowania i regułami, które stały się częścią jego pierwszego Podręcznika kropkokracji (ang. Dotmocracy Handbook). Podręcznik został po raz pierwszy rozpowszechniony podczas Krajowej Konferencji ds. Dialogu i Deliberacji (ang. National Conference on Dialogue & Deliberation), która odbyła się w 2006 roku w San Francisco w Kalifornii. Diceman nadal wydaje uaktualnione darmowe wersje Podręcznika kropkokracji oraz formularze do kropkokracji na oficjalnej stronie dotmocracy.org.
Kropkokracja stosowana jest przez różne organizacje na całym świecie.

## Przebieg i zasady kropkokracji
Przebieg procesu decyzyjnego w kropkokracji:
1. Uczestnicy zapoznają się z problemem.
2. Organizator omawia problem i zadaje szczegółowe pytania.
3. Uczestnicy podzieleni na małe grupy dyskutują o potencjalnych rozwiązaniach problemu.
4. Uczestnicy spisują swoje pomysły na formularzach do kropkokracji.
5. Uczestnicy uzupełniają formularze kropkami, przedstawiając w ten sposób swoją opinię. Mogą też napisać komentarz. Powtórzenie kroków 3-5.
6. Koordynator głosowania ogłasza wyniki.
7. Organizator formułuje i ogłasza ostateczną decyzję na podstawie rezultatów głosowania.

Podstawowe zasady:
1. Koordynatorzy głosowania są odpowiedzialni za poprawne przeprowadzanie procesu decyzyjnego, pozostając neutralni wobec przedmiotu głosowania.
2. Każdy uczestnik może wstawić na formularzu tylko jedną kropkę.
3. Uczestnicy muszą podpisać każdy formularz, na którym wstawili kropkę.
4. Uczestnicy mogą wstawić kropkę na dowolnej liczbie formularzy.
5. Po rozpoczęciu kropkowania formularzy nie można zmieniać brzmienia ocenianego pomysłu.
6. Uczestnicy w każdej chwili mogą przedstawiać nowe pomysły.
7. Uczestnicy mają prawo do anonimowego udziału w głosowaniu.
8. Dany formularz może zostać usunięty z procesu głosowania tylko na podstawie decyzji jednego z koordynatorów.

Kropkokracja używana jest najczęściej w trakcie dużych spotkań. Formularze do kropkokracji mogą być również umieszczane poza miejscem spotkania.

## Kropkokracja a podejmowanie decyzji poprzez konsensus
Kropkokracja jest dobrym uzupełnieniem procesu podejmowania decyzji poprzez konsensus, umożliwiając łatwe udokumentowanie poziomu poparcia uczestników głosowania dla różnych pomysłów. Zasady sformułowane w Podręczniku kropkokracji wprowadzają podejmowanie decyzji na zasadzie konsensusu poprzez równość szans osób biorących udział w głosowaniu, otwartą dyskusję, tworzenie propozycji, identyfikację problemów i zachęcanie do modyfikacji pomysłów.

## Kropkokracja a tradycyjne głosowania
Mimo że kropkokracja przypomina ordynację ocenową, różni się ona od większości tradycyjnych systemów głosowania tym, że nie wymaga wyboru jednej z opcji. Uczestnicy nie muszą odnosić się do wszystkich dostępnych opcji. Każda z nich jest oceniana osobno. Głosowanie za pośrednictwem formularzy do kropkokracji pomaga osobom podejmującym decyzje rozpoznać preferencje danej grupy. Upodabnia to tę metodę do ordynacji preferencyjnej.